# شماره‌های تلفن در آسیا

پیش‌شماره‌های آسیا با یکی از اعداد ۲، ٬۳ ۶، ٬۷ ۸ یا ۹ آغاز می‌شوند

شماره‌های تلفن در آسیا بیشترین پیشوندهای ممکن را در بین هر قاره روی زمین دارند: ۲، ۳، ۶، ۷، ۸ و ۹. در زیر فهرستی از پیش‌شماره‌های تلفنی برای کشورها و قلمروهای مختلف در آسیا آمده‌است.

## پیش‌شماره‌های کشورها و قلمروها
| نام کشور                   | منطقه | پیش‌شماره کشور | پیش‌شماره بین‌المللی           | طرح شماره‌گیری         | مقاله اصلی                                     |
| -------------------------- | ----- | ------------- | ---------------------------- | --------------------- | ---------------------------------------------- |
| افغانستان                  | ۹     | +۹۳           | ۰۰                           |                       | شماره‌های تلفن در افغانستان                     |
| ارمنستان                   | ۳     | +۳۷۴          | ۰۰                           |                       | شماره‌های تلفن در ارمنستان                      |
| جمهوری آذربایجان           | ۹     | +۹۹۴          | ۰۰                           |                       | شماره‌های تلفن در جمهوری آذربایجان              |
| بحرین                      | ۹     | +۹۷۳          | ۰۰                           |                       | شماره‌های تلفن در بحرین                         |
| بنگلادش                    | ۸     | +۸۸۰          | ۰۰                           |                       | شماره‌های تلفن در بنگلادش                       |
| بوتان (کشور)               | ۹     | +۹۷۵          | ۰۰                           |                       | شماره‌های تلفن در بوتان                         |
| قلمرو اقیانوس هند بریتانیا | ۲     | +۲۴۶          | ۰۰                           |                       | شماره‌های تلفن در قلمرو بریتانیا در اقیانوس هند |
| برونئی                     | ۶     | +۶۷۳          | ۰۰                           | بدون پیش‌شماره منطقه‌ای | شماره‌های تلفن در برونئی                        |
| کامبوج                     | ۸     | +۸۵۵          | ۰۰                           | باز                   | شماره‌های تلفن در کامبوج                        |
| چین                        | ۸     | +۸۶           | ۰۰                           |                       | شماره‌های تلفن در چین                           |
| مصر                        | ۲     | +۲۰           | ۰۰                           |                       | شماره‌های تلفن در مصر                           |
| گرجستان                    | ۹     | +۹۹۵          | ۰۰                           |                       | شماره‌های تلفن در گرجستان                       |
| هنگ کنگ                    | ۸     | +۸۵۲          | ۰۰۱                          | بدون پیش‌شماره منطقه‌ای | شماره‌های تلفن در هنگ کنگ                       |
| هند                        | ۹     | +۹۱           | ۰۰                           |                       | شماره‌های تلفن در هند                           |
| اندونزی                    | 6     | +62           | 00x, 01xxx (VoIP)            | باز                   | شماره‌های تلفن در اندونزی                       |
| ایران                      | ۹     | +۹۸           | ۰۰                           |                       | شماره‌های تلفن در ایران                         |
| عراق                       | ۹     | +۹۶۴          | ۰۰                           |                       | شماره‌های تلفن در عراق                          |
| اسرائیل                    | 9     | +972          | 00, 01x                      |                       | شماره‌های تلفن در اسرائیل                       |
| ژاپن                       | ۸     | +۸۱           | ۰۱۰                          |                       | شماره‌های تلفن در ژاپن                          |
| اردن                       | ۹     | +۹۶۲          | ۰۰                           |                       | شماره‌های تلفن در اردن                          |
| قزاقستان                   | ۷     | +۷            | ۸~۱۰                         |                       | شماره‌های تلفن در قزاقستان                      |
| کره شمالی                  | ۸     | +۸۵۰          | ۰۰, ۹۹                       |                       | شماره‌های تلفن در کره شمالی                     |
| کره جنوبی                  | ۸     | +۸۲           | ۰۰ + کد ناقل                 |                       | شماره‌های تلفن در کره جنوبی                     |
| کویت                       | ۹     | +۹۶۵          | ۰۰                           |                       | شماره‌های تلفن در کویت                          |
| قرقیزستان                  | ۹     | +۹۹۶          | ۰۰                           |                       | شماره‌های تلفن در قرقیزستان                     |
| لائوس                      | ۸     | +۸۵۶          | ۱۰۰                          | باز                   | شماره‌های تلفن در لائوس                         |
| لبنان                      | ۹     | +۹۶۱          | ۰۰                           |                       | شماره‌های تلفن در لبنان                         |
| ماکائو                     | ۸     | +۸۵۳          | ۰۰                           |                       | شماره‌های تلفن در ماکائو                        |
| مالزی                      | ۶     | +۶۰           | ۰۰                           | باز                   | شماره‌های تلفن در مالزی                         |
| مالدیو                     | ۹     | +۹۶۰          | ۰۰                           |                       | شماره‌های تلفن در مالدیو                        |
| مغولستان                   | ۹     | +۹۷۶          | ۰۰۱                          |                       | شماره‌های تلفن در مغولستان                      |
| میانمار                    | ۹     | +۹۵           | ۰۰                           | باز                   | شماره‌های تلفن در میانمار                       |
| نپال                       | ۹     | +۹۷۷          | ۰۰                           |                       | شماره‌های تلفن در نپال                          |
| عمان                       | ۹     | +۹۶۸          | ۰۰                           |                       | شماره‌های تلفن در عمان                          |
| پاکستان                    | ۹     | +۹۲           | ۰۰                           |                       | شماره‌های تلفن در پاکستان                       |
| دولت فلسطین                | ۹     | +۹۷۰          | ۰۰                           |                       | شماره‌های تلفن در فلسطین                        |
| فیلیپین                    | ۶     | +۶۳           | ۰۰                           | باز                   | شماره‌های تلفن در فیلیپین                       |
| قطر                        | ۹     | +۹۷۴          | ۰۰                           |                       | شماره‌های تلفن در قطر                           |
| روسیه                      | ۷     | +۷            | ۸~۱۰                         | باز                   | شماره‌های تلفن در روسیه                         |
| عربستان سعودی              | ۹     | +۹۶۶          | ۰۰                           |                       | شماره‌های تلفن در عربستان سعودی                 |
| سنگاپور                    | ۶     | +۶۵           | ۰۰۱, ۰۰۲, ۰۰۸                | بدون پیش‌شماره منطقه‌ای | شماره‌های تلفن در سنگاپور                       |
| سری‌لانکا                   | ۹     | +۹۴           | ۰۰                           | باز                   | شماره‌های تلفن در سری‌لانکا                      |
| سوریه                      | ۹     | +۹۶۳          | ۰۰                           |                       | شماره‌های تلفن در سوریه                         |
| تایوان                     | ۸     | +۸۸۶          | ۰۰۲, ۰۰۵, ۰۰۶, ۰۰۷, ۰۰۹, ۰۱۹ | باز                   | شماره‌های تلفن در تایوان                        |
| تاجیکستان                  | ۹     | +۹۹۲          | ۸~۱۰                         |                       | شماره‌های تلفن در تاجیکستان                     |
| تایلند                     | 6     | +66           | 001, 00x                     | بسته با ۰             | شماره‌های تلفن در تایلند                        |
| تیمور شرقی                 | ۶     | +۶۷۰          | ۰۰                           | بسته                  | شماره‌های تلفن در تیمور شرقی                    |
| ترکمنستان                  | ۹     | +۹۹۳          | ۸~۱۰                         |                       | شماره‌های تلفن در ترکمنستان                     |
| امارات متحده عربی          | ۹     | +۹۷۱          | ۰۰                           |                       | شماره‌های تلفن در امارات متحده عربی             |
| ازبکستان                   | ۹     | +۹۹۸          | ۸~۱۰                         |                       | شماره‌های تلفن در ازبکستان                      |
| ویتنام                     | ۸     | +۸۴           | ۰۰                           | باز                   | شماره‌های تلفن در ویتنام                        |
| یمن                        | ۹     | +۹۶۷          | ۰۰                           |                       | شماره‌های تلفن در یمن                           |

## کشورها و قلمروها بدون پیش‌شماره مجزا
| نام کشور      | پیش‌شماره                | پیش‌شماره بین‌المللی | مقاله اصلی                     |
| ------------- | ----------------------- | ------------------ | ------------------------------ |
| آبخاز         | +۹۹۵ ۴۴, +۷ ۸۴۰, +۷ ۹۴۰ | —                  | شماره‌های تلفن در آبخاز         |
| جزیره کریسمس  | +۶۱ ۸ ۹۱۶۴              | —                  | شماره‌های تلفن در جزیره کریسمس  |
| جزایر کوکوس   | +۶۱ ۸ ۹۱۶۲              | —                  | شماره‌های تلفن در جزایر کوکوس   |
| جمهوری آرتساخ | +۳۷۴ ۴۷, +۳۷۴ ۹۷        | —                  | شماره‌های تلفن در آرتساخ        |
| اوستیای جنوبی | +۹۹۵                    | —                  | شماره‌های تلفن در اوستیای جنوبی |